# 7664 Namahage
7664 Namahage eller 1994 TE3 är en asteroid i huvudbältet som upptäcktes den 2 oktober 1994 av de båda japanska astronomerna Kazuro Watanabe och Kin Endate vid Kitami-observatoriet. Den är uppkallad efter japansk folktro Namahage.
Den tillhör asteroidgruppen Koronis.